# Wieprzów Tarnawacki
Wieprzów Tarnawacki – wieś w Polsce położona w województwie lubelskim, w powiecie tomaszowskim, w gminie Tarnawatka.
| SIMC    | Nazwa           | Rodzaj    |
| ------- | --------------- | --------- |
| 0901246 | Skrzypny Ostrów | część wsi |

W latach 1975–1998 miejscowość administracyjnie należała do województwa zamojskiego.
Wieś wraz z Wieprzowem Ordynackim wchodzi w skład sołectwa Wieprzów. Według Narodowego Spisu Powszechnego z roku 2011 wieś liczyła 223 mieszkańców.
Wierni Kościoła rzymskokatolickiego należą do parafii Zwiastowania Najświętszej Maryi Panny w Tomaszowie Lubelskim.